# Antonio Archilei
Antonio Archilei (Albano Laziale, 12 marzo 1542 – Firenze, 1º gennaio 1612) è stato un cantante, compositore e liutista italiano.

## Biografia
Poche le notizie biografiche su questo compositore, cantante, e liutista, lavora per conto del cardinale di Santa Fiora a Roma, e nel 1589 al servizio del cardinale Ferdinando de'Medici a Firenze, dove collaborò insieme ad importanti compositori dell'epoca a gli Intermedi della Pellegrina, eseguiti per le nozze di Ferdinando I de' Medici con Cristina di Lorena, per quell'occasione scrisse il madrigale: Dalle più alte sfere a 4 voci con l'accompagnamento di 2 chitarroni, interpretato per l'occasione dalla moglie Vittoria Archilei.

## Opere

### Intermedi della Pellegrina
Primo intermedio: l'Armonia delle sfere da: Intermedii et Concerti per le nozze di Don Ferdinando Medici e di Madama Christina di Lorena 
Primo brano
- Titolo: Dalle più alte sfere
- Compositore: Antonio Archilei
- Testo: Giovanni de' Bardi
- Organico: 4 voci
- Organico: Voce, Liuto, Chitarrone, Virginale